# لوني فارمر
لوني فارمر (بالإنجليزية: Lonnie Farmer)‏ هو لاعب كرة قدم أمريكية أمريكي، ولد في 28 مارس 1940 في ستوبنفيل في الولايات المتحدة، وتوفي في 24 فبراير 2016 في تشاتانوغا في الولايات المتحدة.

## وصلات خارجية
- لوني فارمر على موقع مرجع كرة القدم المحترفة.كوم (الإنجليزية)